# Деврим, Иззет Мелих

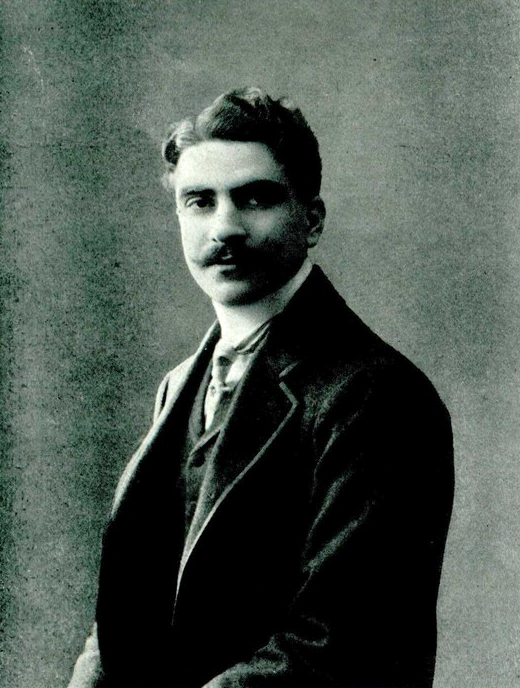
Иззет Мелих в журнале Picture Book от декабря 1909 года

Иззет Мелих Деврим (тур. İzzet Melih Devrim, 1 января 1887, Иерусалим — 15 августа 1966, Стамбул) — турецкий поэт, прозаик и драматург.
Его отец — Мустафа Эсат-бей, губернатор Крита-Ираклиона. В 1906 году окончил Галатасарайский лицей. Получил юридическое образование в Париже. По возвращении в страну он работал в администрации Рэджи с 1906 по 1925 год. С 1925 по 1940 год он принимал участие в советах директоров компаний и банков. Он был назначен менеджером агентства Anadolu в 1941 году и вышел на пенсию в 1948 году.
Он писал статьи в различные газеты и журналы и создавал множество переводов. Он начал свою писательскую жизнь в молодом возрасте. Его стихи были опубликованы в «Детском журнале» и «Мекмуа-и Эдебийе» в 1902 году.
В 1909 году он принял участие в группе Fecr-i Ati в области литературы. В 1918 году он перевёл свой роман «Серме» на французский язык. Пьер Лоти написал предисловие к роману.
В 1919 году он женился на Фахронисе Зейд, одной из самых важных фигур современной турецкой живописи. В этом браке родились художник Неджат Деврим и театральная художница Ширин Деврим.
Деврим, писавший анекдоты в газетах «Тасвир-и Эфкар», «Вакит», «Тан» и «Ватан» (Родина), получил звание доктора литературы на факультете литературы Парижского университета в 1938 году за заслуги перед французским языком и исследования Анри Батайля. В 1957 году избран постоянным членом Союза писателей Парижа.
Огромные усилия автора по вестернизации турецкой литературы привели к тому, что западные жанры стали важными и принятыми в литературе Турции.
Иззет Мелих Деврим умер 15 июня 1966 года в Стамбуле от болезни Альцгеймера. Его могила находится на кладбище Зинджирликую.

## Произведения
- Романы
  - Tezat (1915)
  - Sermet (1918)
- Рассказы
  - Hüzün ve tebessüm (1922)
  - Her güzelliğine aşık (1938)
- Пьеса
  - Leila (Paris 1912)
- Обзор
  - Henri Bataille (Fransızca, 1924)
- Переводы
  - Antere (1910)
  - Fantasio ve Lorenzaccio (1944)
  - Meşaleler (1955)